# Gelis takadai
Gelis takadai là một loài tò vò trong họ Ichneumonidae.